# میروسلاو باومروک
میروسلاو باومروک (چکی: Miroslav Baumruk؛ زادهٔ ۱۲ ژوئیهٔ ۱۹۲۶) بازیکن بسکتبال اهل چکسلواکی بود. وی در بازی‌های المپیک تابستانی ۱۹۵۲ شرکت کرده‌است.